# La Vierge à la rose

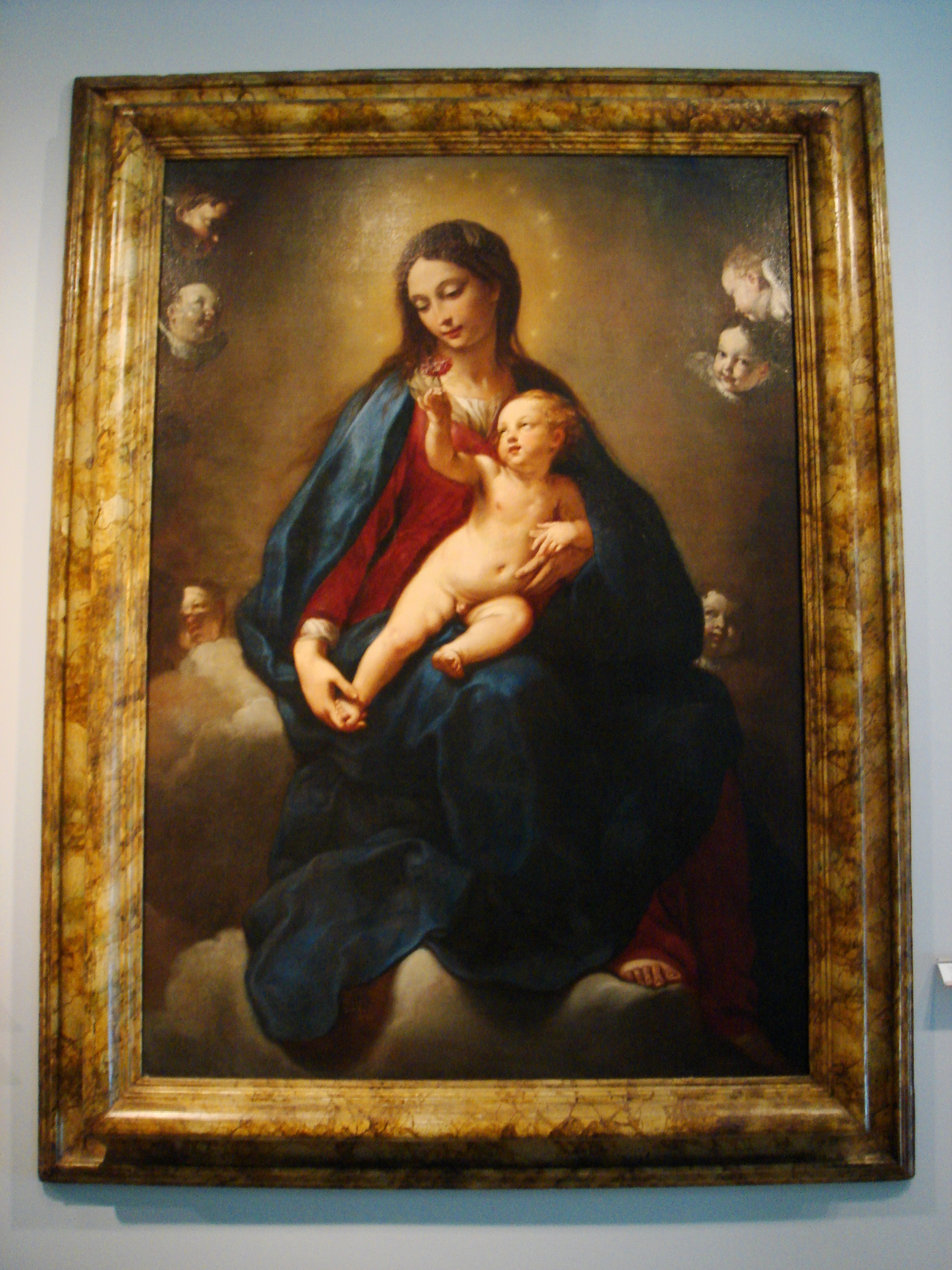
Le thème d'une rose par Elisabetta Sirani.

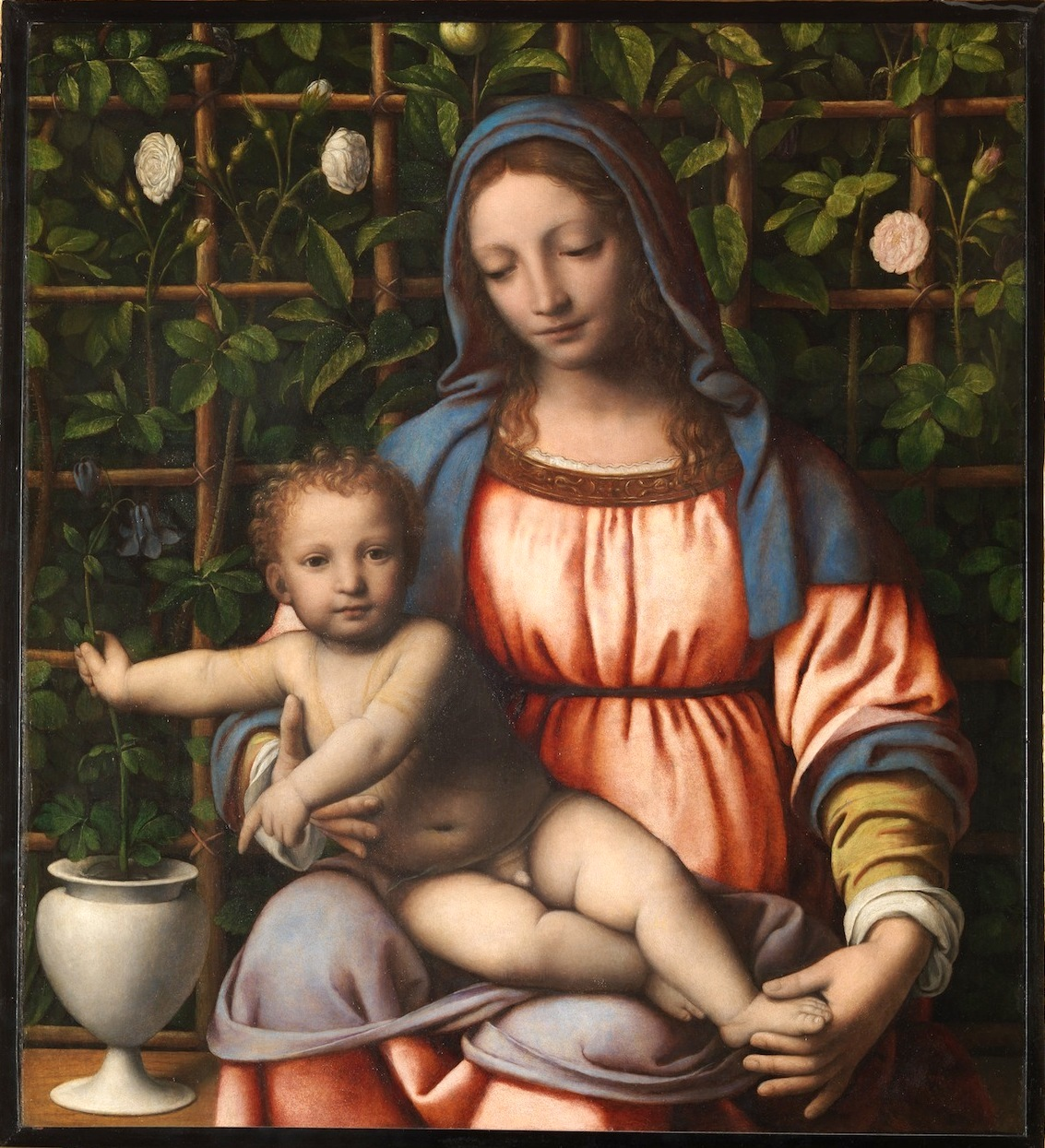
Le thème du buisson de roses par Bernardino Luini.

L'expression  La Vierge à la rose désigne un thème récurrent de   l'iconographie chrétienne, plus précisément dans la représentation artistique de la Vierge Marie.
Dans ces représentations artistiques (peinture et sculpture),  la Vierge Marie est accompagnée, dans la composition, d'un objet symbolique, une rose, présente  pour invoquer l’amour et en particulier l’« amour universel » que représente la Vierge aussi appelé, « la rose sans épines ».
Outre les invocations par une seule fleur coupée, des Vierge au buisson de rose existent également (Schongauer, William Adolphe Bouguereau...) où la Vierge portant l'Enfant est placé devant un rosier. La symbolique change alors entre fleur unique coupée (voire sans épines) tenue, ou présente en premier plan, et arbuste placé en fond.

## Peintres du thème
- Maestro di Sant'Ivo : Madonna della Rosa o del Romitorio (1400-1410)
- Simon Vouet (copie anonyme au musée du Louvre)
- Laurenzo Veneziano, musée du Louvre
- Massimo Stanzione (vers 1585-1656)
- Raphaël : La Vierge à la rose, Musée du Prado, Madrid.
- Bernardino Luini
- Michelino da Besozzo, Castelvecchio, Vérone
- Schongauer : La Vierge au buisson de roses, Colmar
- Simone Cantarini, Bologne
- Giuseppini del Murialdo, Rome
- Parmigianino : La Vierge à la rose (1530), Gemäldegalerie, Dresde
- Domenico Zampieri
- Stefano Bolognini (1661), Museo di stato, Saint-Marin.
- Stefan Lochner : La Madone des roses, peinture sur bois, Wallraf-Richartz Museum, Cologne
- William Adolphe Bouguereau : Madone aux roses
- Sandro Botticelli : La Vierge à la roseraie, Galerie des Offices à Florence.

## Sculpteurs du thème

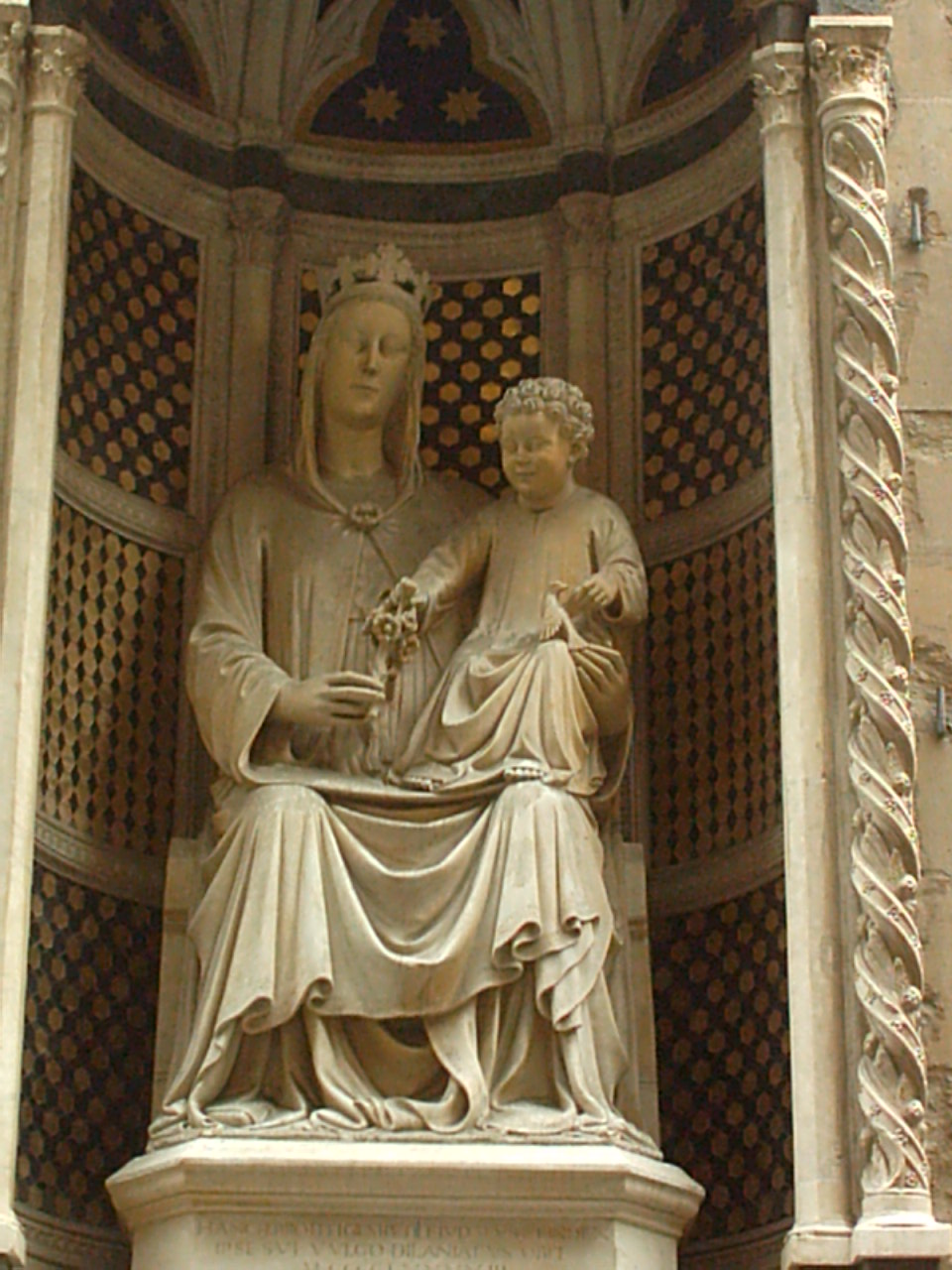
Madonna della Rosa de Pietro di Giovanni Tedesco.

- Pietro di Giovanni Tedesco, œuvre de 1399  commanditée par Arte dei Medici e Speziali (la corporation des Médecins et Apothicaires) pour la loggia au grain, devenue église des Arti,  d'Orsanmichele, Florence.